# Барон Рендлшем

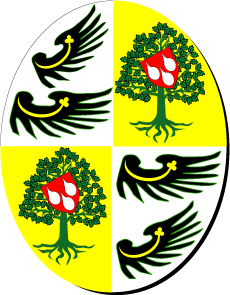
Герб баронів Рендлшем.

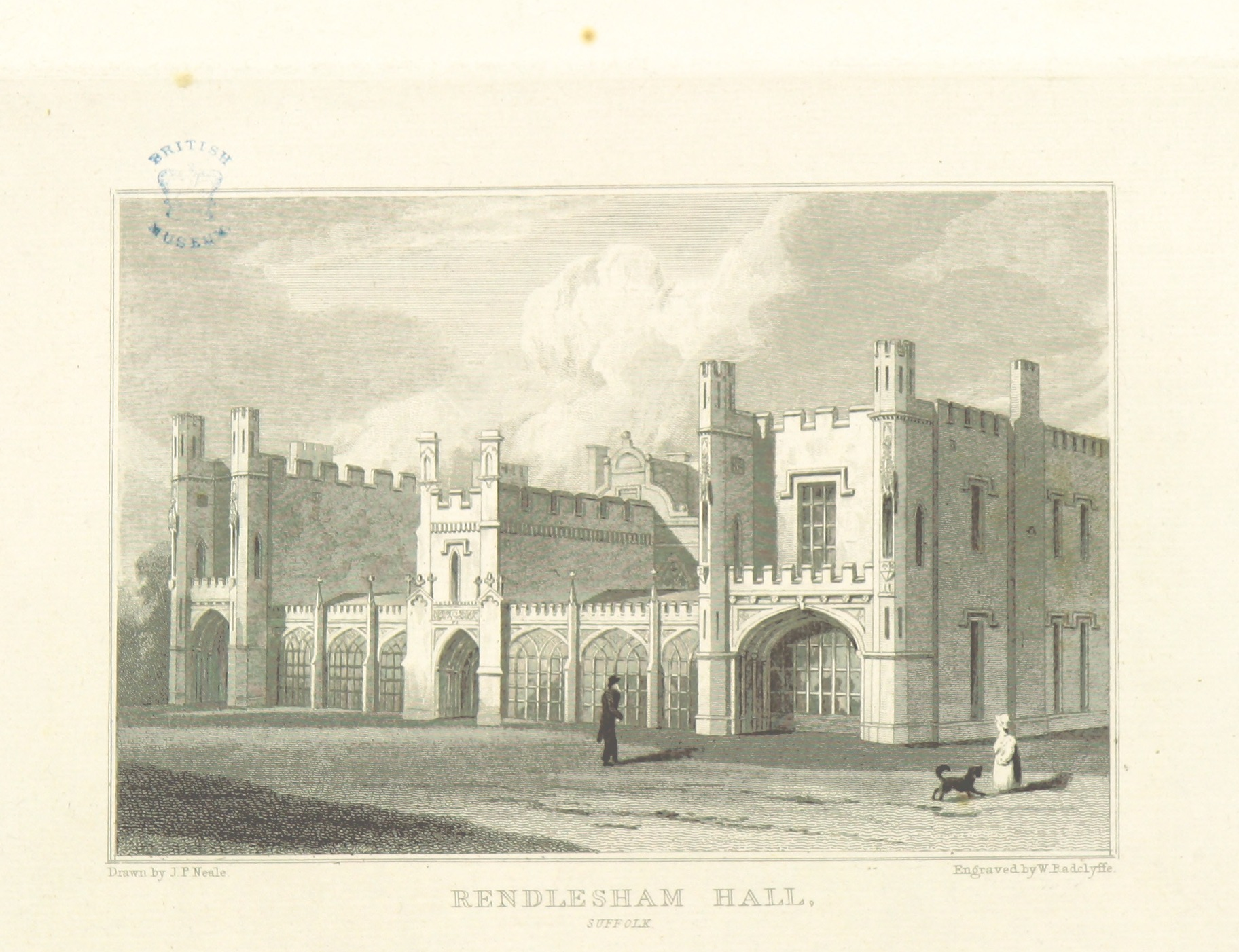
Рендлшем-Холл.

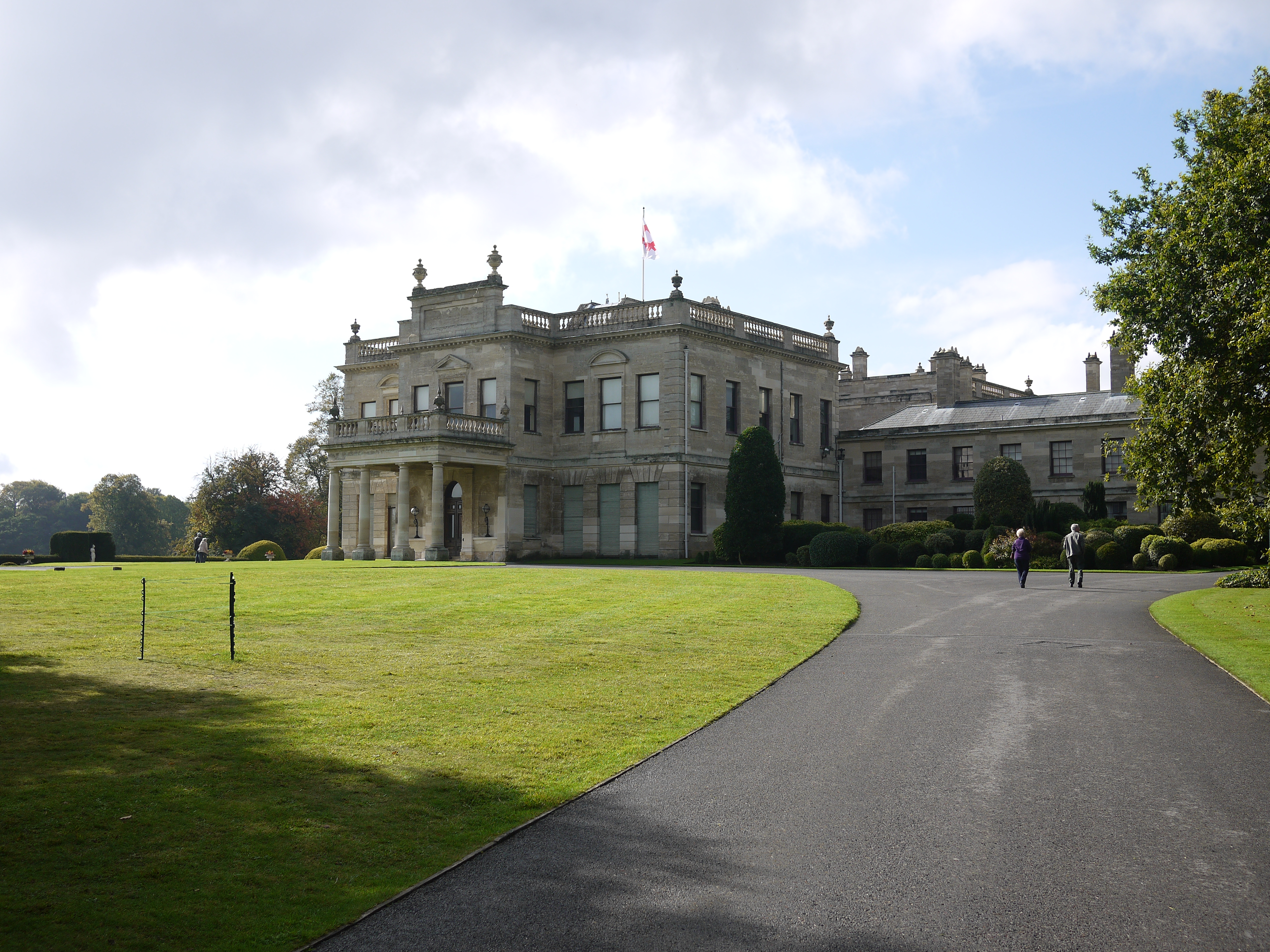
Резиденція баронів Рендлшем – Бродсворт-Холл.

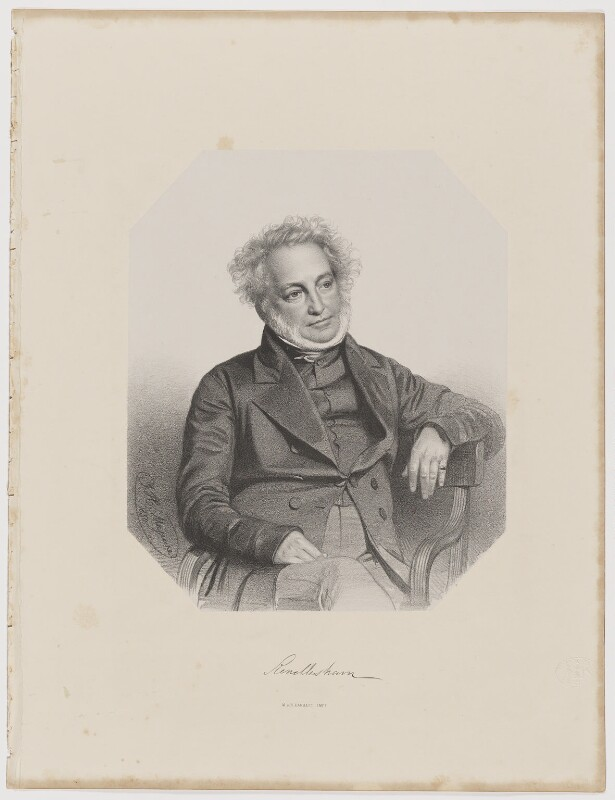
Фредерік Теллуссон (1798 – 1852) – IV барон Рендлшем.

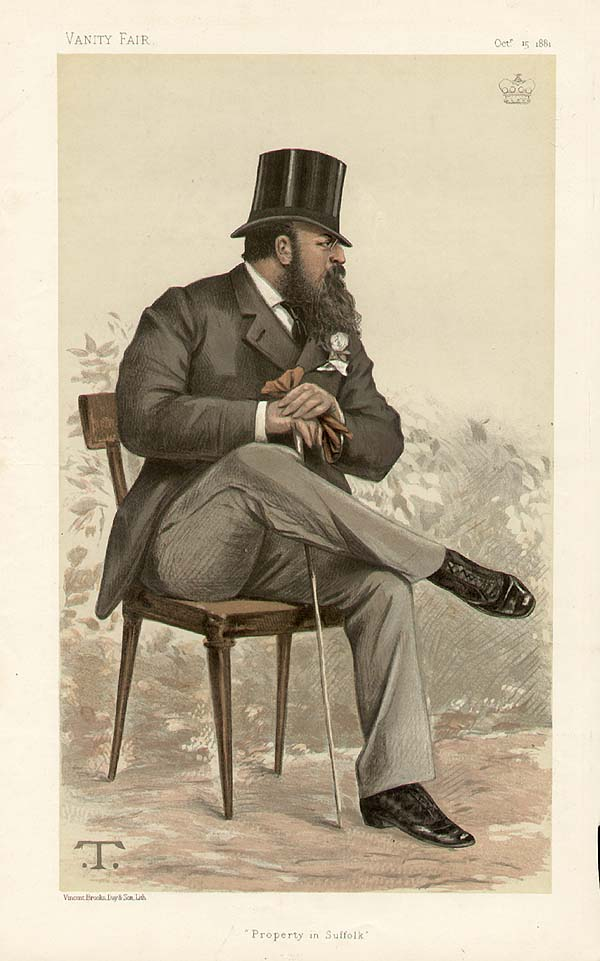
Фредерік Теллуссон (1840 – 1911) – V барон Рендлшем. Карикатура «Нерухомість у Саффолку». Худ. Теобальд Шартран. 1881.

Барон Рендлшем (англ. – Baron Rendlesham) – аристократичний титул в перстві Ірландії.

## Історія баронів Рендлшем
Титул барон Рендлшем з Рендлшема був створений в 1806 році для Пітера Айзека (Ісаака) Теллуссона. Він був діловою людиною та депутатом парламенту і представляв Мідлхест, Малмсберрі, Боссіні. Пітер Теллуссон був старшим сином Пітера Теллуссона – багатого лондонського купця, що емігрував з Франції до Англії в 1762 році та його дружини Анни – дочки Метью Вудфорда. Пітер Айзек Теллуссон здобув освіту в школі Харроу, успадкував успішний бізнес від свого батька. Як і його батько, він став директором Банку Англії. Він жив у своїй резиденції – Рендлшем-Холлі і рано помер – у віці всього 46 років у 1808 році. Він був одружений з Елізабет Еліонор – дочкою Джона Корнуолла – купця, що мав підданство Російської імперії, але був родом з Гендона, що в графстві Мідлсекс. Родина Теллуссон французького протестантського походження, оселилась в Женеві (Швейцарія) після різанини гугенотів у Варфаломіївську ніч в 1572 році. Пізніше Пітер Теллуссон емігрував до Англії в 1762 році, де він заснував успішну справу в Лондоні. Заробиши великі кошти він придбав кілька маєтків по всіх володіннях Англії, зокрема Бродсворт-Холл у Південному Йоркширі. Його старшим сином був Пітер Ісаак Туллуссон, що отримав титул І барона Рендлшем і очолив сімейну справу. Молодший син лорда Рендлшем, що став IV бароном Рендлшем, успадкувавши титул від свого брата-близнюка, був депутатом парламенту від Східного Саффолка. Титул успадкував його єдиний син, що став V бароном Рендлшем. Він належав до партії консерваторів і представляв ту ж виборчу округу, що і його батько. Він народився у Флоренції, Італія у сім'ї Фредеріка Теллуссона, IV барона Рендлшема та його дружини Елізабети Шарлотти - дочки сера Джорджа Прескотта - ІІ баронета Прескотт і колишньої дружини генерала сера Джеймса Даффа. Його мати померла, коли йому не було й року. У 1852 році, у віці дванадцяти років, він успадкував титул барона після смерті свого батька. Однак, оскільки він був пером Ірландії, це не давало йому права на місце в Палаті лордів парламенту Об'єднаного Королівства Великобританії та Ірландії. Лорд Рендлешем отримав посаду шерифа Саффолка в 1870 році і був обраний до Палати громад парламенту від Східного Саффолка на проміжних виборах у березні 1874 року. Він представляв цю виборкчу округу, аж доки округа не була скасована на загальних виборах 1885 року. Освіту він отримав Англії в Ітоні та Оксфорді. В молодості він був прекрасним футболістом в Ітоні та займався різними видами спорту, він став учасником Національного мисливського комітету, членом Жокейського клубу та Королівського ястклубу.  
Його поганий зір призвів до того, що він пішов у відставку в 1911 році з довготривалих посад голови ради округу Східного Саффолка. Згодом він захворів на зараження крові, що призвело до ампутації лівої руки в липні 1911 року. У 1861 році він одружився з леді Егідією - дочкою Арчібальда Монтгомері - ХІІІ гафа Еглінтон. У них було троє синів і п’ять дочок. Леді Рендлшем померла в січні 1880 року. Лорд Рендлшем залишився вдівцем до своєї смерті в листопаді 1911 року у віці 71 року. Титул барона успадкував його син Фредерік.
На сьогодні титул належить його правнуку, що став ІХ бароном Рендлшем, що успадкував титул від свого батька в 1999 році.
Одним із родових маєтків баронів Рендлшем є будинок Бродсворт-Холл, що поблизу Бродсворта, в 5 милях (8 км) на північний захід від Донкастера в Південному Йоркширі. Цей будинок є одним із найбільш повно збережених прикладів вікторіанського заміського будинку в Англії. Він практично не змінився з 1860-х років. Він був спроектований в італійському стилі маловідомим лондонським архітектором Філіпом Вілкінсоном, якому тоді було 26 років. Його замовив Чарльз Сабіна Август Теллуссон, який успадкував маєток у 1859 році, але оригінальний більш давній маєток був побудований в 1791 році для купця і рабовласника Пітера Теллуссона. Це будівля, занесена до списку пам'яток історії та архітектури Англії I ступеня. Джордж Хей - VIII граф Кіноулл купив маєток Бродсворт у сера Джона Вентворта в 1713 році і перебудував будинок у георгієвському стилі, але втратив свої гроші під час кораблетрощі в південних морях в 1720 році і був змушений зайняти посаду посла в Османській імперії. Натомість його другий син Роберт, що став пізніше архієпископом Йоркським, оселився в маєтку і зробив ряд поліпшень у будинку та маєтку та на його території. Після його смерті в 1777 році будинок залишився порожнім, і після того, як його старший син став Х графом Кіноуллом у 1787 році, він продав маєток у 1790 році Пітеру Теллуссону (1737 – 1797), що був тоді відомим як швейцарський банкір. Пітер Теллуссон приїхав з Женеви і оселився в Англії, ставши директором "Банку Англії". У цій ролі він надав позики власникам кораблів, що торгували рабами та власникам плантацій, де використовувалась праця рабів. Оскільки ці рабовласники не виплатили борги, Теллуссон накопичив капітали та власність на плантаціях Карибського басейну та став імпортером тютюну та цукру до Європи. Він написав незвичайний заповіт, невдало оскаржений його родиною у справі Телуссона, згідно з яким його статки були передані в довіру на три покоління. Онук Пітера Теллуссона Артур Телуссон одружився з дочкою іншого рабовласника з островів Антигуа сера Крістофера Бетелла-Кодрінгтона. Телуссони були також рабовласниками в Гренаді та на Монсерраті ще в 1820 році. Одним із власників будинку був V барон Рендлшем. Іншим власником був правнук Пітера Чарльза Сабіна Августа Телуссона, що у 1859 році успадкував половину спадщини плюс маєток Бродсворт з його будинком в георгієвському стилі. Він зруйнував існуючий будинок і ввів в експлуатаціюпобудував нинішній, який був споруджений за два роки між 1861 і 1863 роками. Будучи яхтсменом-фанатом, він замовив чотири яхти, дві останні були, послідовно найбільшими в світі. Він обіймав посаду Верховного шерифома Йоркшира в 1866–1867 роках. Він і його дружина Джорджіана залишили чотирьох синів, усі вони померли бездітними, тому будинок переходив до кожного сина по черзі. Третій син, Чарльз Теллуссон, орендував права на корисні копалини компанії "Бродсворт Колліері Компані", орендував їм землю для будівництва зразкового селища Вудлендс для поселення шахтарів. Крім того, він виділив гроші на будівництво храму Всіх Святих (1913) для того селища. Він також провів туди електричне освітлення, що в ті часи було новизною. Після Першої світової війни надлишкові витрати призвели до того, що власники будинку закрили частину споруди. Після смерті молодшого сина Августа Телуссона в 1931 році будинок перейшов до його племінника - капітана Чарльза Грант-Далтона (1882 – 1952). Він був Верховним шерифом Йоркширу в 1942–1943 роках. Останньою мешканкою будинку була Сільвія Грант-Далтон (дружина капітана Гранта-Далтона), яка 57 років боролася за марну справу запобігти протіканню дахів на особняку та просідання землі від видобутку вугілля поблизу. Після її смерті в 1988 році її донька Памела Вільямс передала споруди і сади "Англійській спадщині" в 1990 році. Вміст будинку було придбано Меморіальним фондом національної спадщини і передане у власність "Англійської спадщини". Інтер’єри було вирішено консервувати «як вони були», а не замінювати чи реставрувати. Вони демонструють, як колись розкішний вікторіанський будинок «комфортно» старів.

## Барони Рендлшем (1806)
- Пітер Ісаак Телуссон (1761 – 1808) – І барон Рендлшем
- Джон Телуссон (1785 – 1832) – ІІ барон Рендлшем
- Вільям Телуссон (1798 – 1839) – ІІІ барон Рендлшем
- Фредерік Теллуссон (1798 – 1852) – IV барон Рендлшем
- Фредерік Вільям Брук Телуссон (1840 – 1911) – V барон Рендлешем
- Фредерік Арчібальд Чарльз Телуссон (1868 – 1938) – VI барон Рендлшем
- Персі Едвард Телуссон (1874 – 1943) – VII барон Рендлшем
- Чарльз Ентоні Х’ю Телуссон (1915 – 1999) – VIII барон Рендлешем
- Чарльз Вільям Брук Телуссон (1954 р. н.) – IX барон Рендлшем

Імовірним спадкоємцем титулу є двоюрідний брат нинішнього власника титулу Джеймс Х’ю Теллусон (1961 р. н.). Спадкоємцем імовірного спадкоємця титулу є його син Бенджамін Пітер Теллусон (2002 р. н.).